# Zdenko Milišić
Zdenko Milišić (1937. − Split, 9. srpnja 2008.), hrvatski dizajner i sportski djelatnik poznat je kao autor maskota NK Hajduk "Bili", KK Jugoplastika "Žutko" i NK Dinamo "Cico". Dizajner "brijega" brojnih radova koje je stvorio kao dugogodišnji dizajner lutaka u splitskoj tvornici Jugoplastici. Tvorac je i lutaka Miško i Miška za OI u Moskvi, napravio je i lutku Vučko prema maskoti sarajevskih ZOI 1984. godine. Izvan sporta, poznat po maskoti svog voljenog grada Splita, Dalmatinca, te još brojne ine maskote dalmatinskih gradova. Dizajnirao je i kalendare. Dizajn kalendara i promidžbenih materijala broje se u desetcima, a najviše ih je bilo za Hajduka. Radio je za brojne sportske klubove. Vječni zaljubljenik u Split i "dobri duh Bačvica". Njegov posljednji projekt na kojem je radio bio je Madrileno, koji je ponudio madridskom Realu, no projekt nije dovršio zbog smrti.